# XDR-DRAM
| QS-Informatik | Dieser Artikel wurde wegen inhaltlicher Mängel auf der Qualitätssicherungsseite der Redaktion Informatik eingetragen. Dies geschieht, um die Qualität der Artikel aus dem Themengebiet Informatik auf ein akzeptables Niveau zu bringen. Hilf mit, die inhaltlichen Mängel dieses Artikels zu beseitigen, und beteilige dich an der Diskussion! (+) Begründung: Veraltet, ungenau |

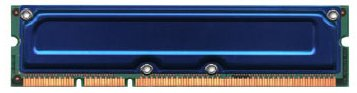
XDR-DRAM

XDR-DRAM (englisch extreme data rate dynamic random access memory) ist eine Sorte Arbeitsspeicher, die u. a. in der PlayStation 3 verwendet wird. Es basiert auf Rambus RDRAM und steht mit synchronem und DDR-DRAM im Wettbewerb.

## Leistung
- Taktrate von 400 MHz. (600 MHz, 800 MHz und 1 GHz geplant)
- Oktale Data Rate (ODR): Acht Datenbit pro Takt ergeben 3,2 Gbit/s bei 400 MHz.[1] Das entspricht einer effektiven Taktrate von 3,2 GHz.[2]
- Jeder Chip hat 8 oder 16 Datenleitungen. Dies ergibt 25,6 bzw. 51,2 Gbit/s (3,2 bzw. 6,4 GB/s) bei 400 MHz.